# Słupek

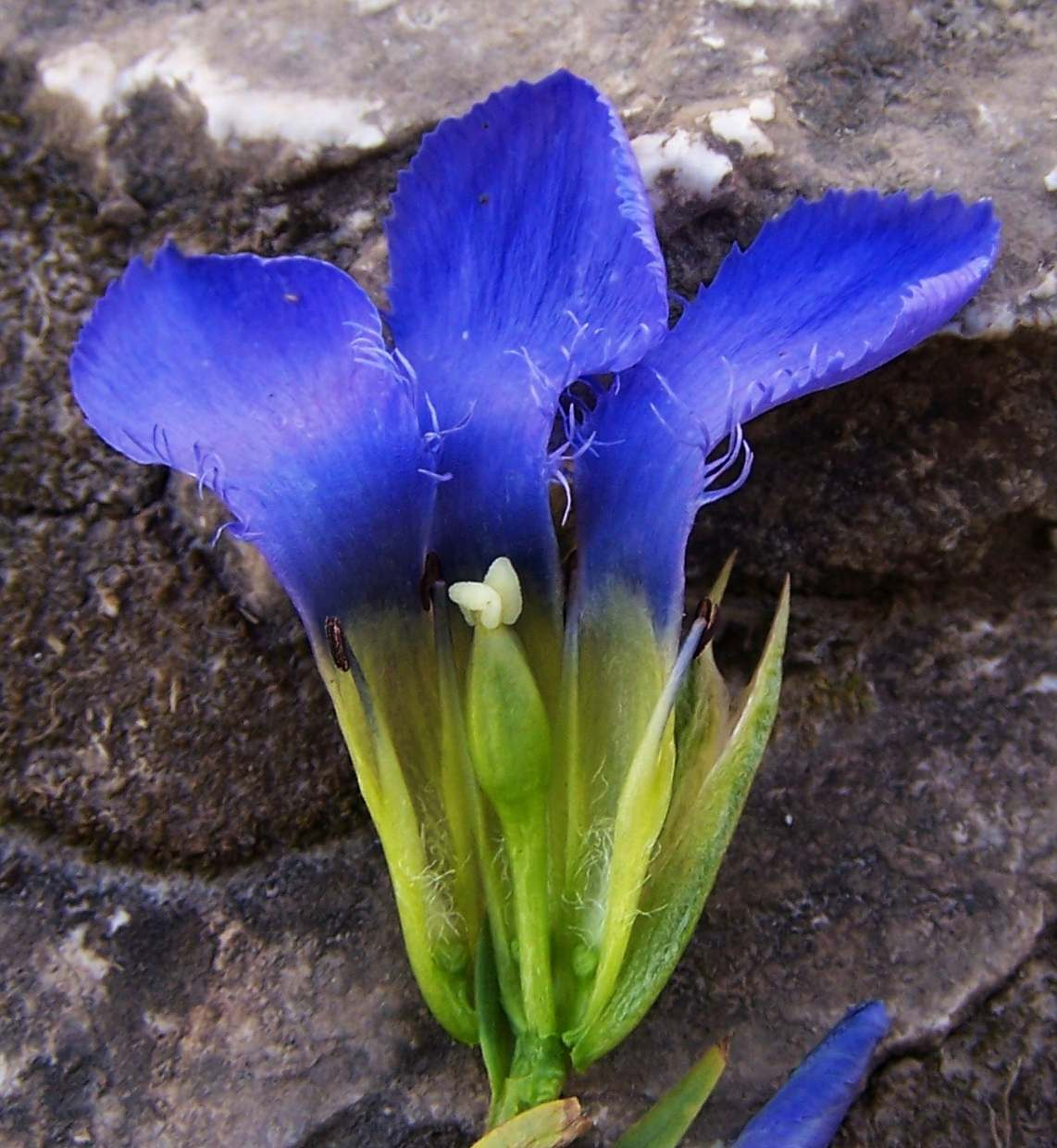
Słupek w kwiecie goryczuszki orzęsionej

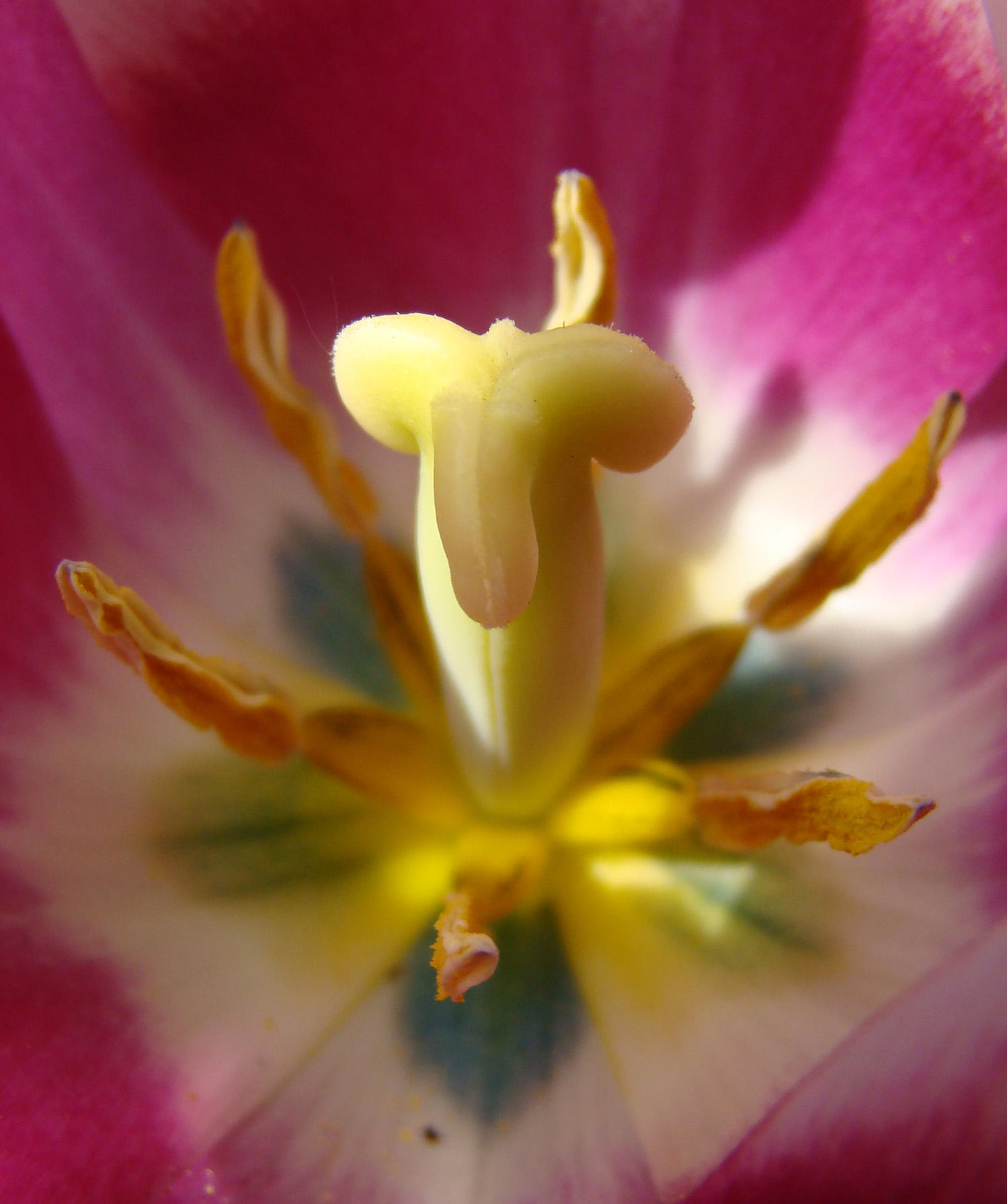
Słupek tulipana

Słupek, słupkowie (łac. pistyllum, ang. pistil) – żeński organ płciowy w kwiecie okrytonasiennych. Zbudowany jest ze zrośniętych ze sobą lub wolnych owocolistków (carpellae), które są zmodyfikowanymi liśćmi (najprawdopodobniej utworami homologicznymi do makrosporofili). Słupki zajmują zawsze centralne miejsce w kwiecie, gdzie mogą występować pojedynczo lub w większej liczbie.
Słupkowie zbudowane może być z jednego owocolistka (kwiat jednoowocolistkowy, kwiat monoginiczny) lub większej ich liczby. W tym drugim przypadku wyróżnia się słupkowie wolnoowockowe (apokarpiczne), gdy każdy owocolistek zrasta się brzegami i tworzy odrębny słupek, lub słupkowie zrosłoowockowe (synkarpiczne), gdy owocolistki zrastają się w jeden słupek. W tym ostatnim przypadku, w zależności od tego, czy owocolistki zrastają się brzegami, czy też brzegi zaginają do środka słupka – zalążnia jest jedno- lub wielokomorowa. W zależności od liczby owocolistków budujących słupek, wyróżnia się słupki jedno-, dwu-, trój- lub wielokrotne, które mogą mieć od jednej do wielu komór w zalążni.
Morfologicznie słupek składa się z części dolnej – zalążni (ovarium), która na górze zwęża się w szyjkę słupka i zakończona jest znamieniem. Czasem (np. u tulipana) nie wyodrębnia się szyjka – mówimy wtedy o znamieniu siedzącym. W komorach zalążni słupka znajdują się zalążki wyrastające na łożyskach.
Słupki mogą być górne, pośrednie, półdolne lub dolne w zależności od położenia w stosunku do dna kwiatowego (oś kwiatowa).

1. słupek górny, 2. słupek pośredni, 3. słupek dolny

Słupek górny osadzony jest luźno na wypukłym dnie kwiatowym, a pozostałe elementy kwiatu osadzone są poniżej zalążni słupka – jest to tzw. kwiat dolny (hypogyniczny), np. w kwiecie ziemniaka.
Jeżeli dno kwiatowe jest wklęsłe i obrasta zalążnię, a pozostałe elementy kwiatu są wyniesione ponad nią, jest to słupek dolny, a kwiat górny (epigyniczny), np. u ogórka.
W przypadku pośrednich form, np. gdy zalążnia osadzona jest swobodnie na płaskim lub wklęsłym dnie kwiatowym, nie zrastając się z nim bokami, mówimy o słupku pośrednim i kwiecie kołozalążniowym (perygynicznym).
Po zapyleniu i zapłodnieniu słupek przekształca się w owoc, w którym znajdują się nasiona.

## Budowa anatomiczna
Znamię Znamię zbudowane jest z tkanki zwanej transmisyjną (stygmatoidalną), która tworzy także połączenie z wnętrzem zalążni. Pokryte jest epidermą o charakterze gruczołowatym, czasem opatrzoną brodawkami lub włoskami. Czasem tkanka wydzielnicza może znajdować się pod epidermą. W takim przypadku wydzieliny gromadzą się najpierw w przestworach międzykomórkowych, a następnie wydostają się na zewnątrz przez luźno ułożone komórki skórki i pęknięcia w obrębie kutykuli.
Szyjka słupkaSzyjka słupka ma wzrost interkalarny (powodowany przez merystem interkalarny), po którym następuje wydłużanie się komórek. Długość szyjki zależy od liczby podziałów poprzecznych i intensywności wydłużania się komórek. Podstawową tkanką budującą szyjkę jest tkanka miękiszowa. W szyjce znajduje się tkanka stygmatoidalna, podobna do tkanki znamienia. W zależności od ułożenia tej tkanki wyróżnia się szyjki otwarte i zamknięte. W typie otwartym kanał wewnątrz szyjki wyścielony jest (całkowicie lub częściowo) tkanką stygmatoidalną. W typie zamkniętym kanał jest wypełniony tkanką stygmatoidalną, której ściany komórkowe często ulegają pęcznieniu i śluzowaceniu. W przypadku słupka synkarpicznego, z kilkoma łożyskami, tkanka stygmatoidalna może tworzyć w szyjce kilka pasm, z których każde prowadzi do innego łożyska. Rozmieszczenie tkanki stygmatoidalnej w szyjce i zalążni ukierunkowuje rosnącą łagiewkę pyłkową tak, aby trafiła do zalążka (wynika to z faktu, że łagiewka nie jest w stanie przerastać pustych przestrzeni).
ZalążniaBudowa anatomiczna ściany zalążni jest analogiczna do budowy liścia. Od zewnątrz znajduje się epiderma zewnętrzna, następnie miękisz ściany zalążni (mezofil) i epiderma wewnętrzna od strony komory zalążni. W skórce wewnętrznej mogą się znajdować aparaty szparkowe. W mezofilu każdego owocolistka w obrębie zalążni znajdują się wiązki przewodzące, najczęściej trzy, zbudowane z protoksylemu i protofloemu.
W zalążni wykształca się łożysko – miejsce wykształcania się i rozwoju zalążków.